# Xã Deerfield, Quận Portage, Ohio
Xã Deerfield (tiếng Anh: Deerfield Township) là một xã thuộc quận Portage, tiểu bang Ohio, Hoa Kỳ. Năm 2010, dân số của xã này là 2.822 người.